# Juanettia
Juanettia – rodzaj widłonogów z rodziny Chondracanthidae. Nazwa naukowa tego rodzaju skorupiaków została opublikowana w 1921 roku przez amerykańskiego biologa Charlesa Brancha Wilsona.

## Gatunki
- Juanettia continentalis Villalba & Fernandez, 1985
- Juanettia cornifera Wilson C.B., 1921